# Significando
Dado un número en notación científica, el significando (también llamado mantisa) es el número decimal que contiene los dígitos significativos, mientras que la potencia de diez es su orden de magnitud. Así en la expresión:
{\displaystyle 2,15\cdot 10^{3}}
2,15 es el significando y 103 (millar) el orden de magnitud.
Dependiendo de la interpretación del exponente, el significando puede tener varios formatos:
- Normalización: El significando es un número real cuya parte entera solo consta de un dígito — que será la primera cifra significativa del valor a representar. Por ejemplo, el número en sistema decimal 123,457 puede ser representado en punto flotante normalizado como:

{\displaystyle 1,23457\cdot 10^{2}}
- Número entero: El significando es un número entero. En este formato, el número 123,457 podría ser representado como:

{\displaystyle 123457\cdot 10^{-3}}

## Bit oculto
Cuando se usan significandos normalizados en el sistema binario, la primera cifra (bit) significativa ha de ser necesariamente 1. Este primer bit no se suele expresar en el campo del significando y está implícito — de ahí que se llame el bit oculto. De esta forma se ahorra un bit en la representación que puede ser usado para indicar un bit significativo adicional.
Dependiendo del contexto, el bit oculto puede ser o no ser tenido en cuenta cuando se describe la longitud del significando en un formato de coma flotante. Por ejemplo, el formato de doble precisión de IEEE 754 es descrito tanto como que tiene 53 bits de precisión (contando el bit oculto) como que tiene 52 bits (sin contar el bit oculto).